# مجید جهانپور

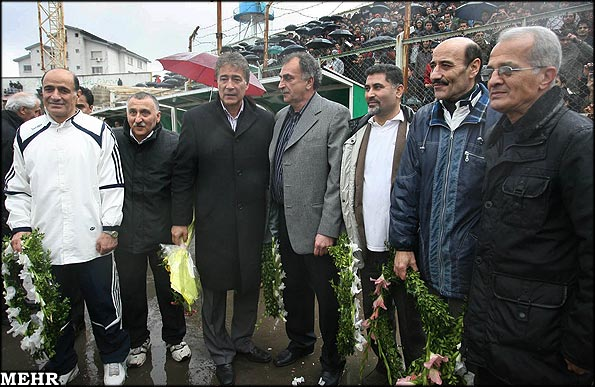
مجید جهانپور در بازی گیلان

مجید جهانپور (زادهٔ ۱۴ اسفند ۱۳۲۶) فوتبالیست و سرمربی سابق است. جهانپور دو بار موفق شده است با تیم داماش گیلان به لیگ برتر فوتبال ایران صعود کند. از جمله سوابق او سرمربیگری در تیم‌های سپیدرود رشت، صنام تهران و مربیگری در تیم‌های ملی فوتبال و فوتسال ایران است. او با سه بار صعود به لیگ برتر از جمله مربیان رکورددار در این زمینه است. او سابقهٔ مربیگری تیم ملی ایران را در جام ملتهای آسیای ۱۹۹۶ داراست. جهانپور سابقهٔ بازی در تیم‌های راه آهن و سپیدرود رشت را دارد.